# Kingkitsarath
Kingkitsarath ou King-Kitsarath c'est-à-dire Roi (de la ) branche cadette (de la lignée)) (mort à Luang Prabang en 1713) nom complet Samdach Brhat Chao Brhat Kinkidsaraja Sri Sadhana Kanayudha [King-Kitsarath] fut de 1706 à 1713, le premier roi du royaume de Luang Prabang.

## 1erroi de Luang Prabang
Kingkitsarath est le fils aîné du prince  Indra Varman ou Enta Prohm Ratsavuth Chao Raja Yudha, exécuté pour adultère sur ordre de son père, et de son épouse, la princesse Chandra Kumari (Chanta Khuman). Il était donc petit-fils de Surinyavongsa, le dernier grand roi de Lan Xang.
Après la mort de son grand père en 1694 il se réfugie d'abord dans la famille de sa mère dans le Muang Phong, puis en 1700 dans le  Sipsòng Panna. Il revient à Luang Prabang en 1705 à la tête d'une armée et expulse le vice-roi de Setthathirath II. Il prend le contrôle des provinces du nord du royaume et établit sa capitale à Luang Prabang où il se proclame roi et se fait couronner en 1706 sous le titre de Samdach Brhat Chao Brhat Kinkidsaraja Sri Sadhana Kanayudha. Incapable de prendre le contrôle du reste du royaume il est contraint d'accepter l'intervention du royaume du Siam, qui négocie la partition du Lang Xang en deux entités le royaume de Vientiane et le royaume de Luang Prabang en 1707. Il meurt à Luang Prabang dès 1713. et laisse un fils et deux filles issus de ses unions avec des filles de mandarins :
- Prince (Chao Fa) Akkaraja [Akkarath].
- Princesse (Chao Fa Nying) Dhanasavuni [Taen-Sao] épouse d'abord le roi Ong Kham puis son oncle le roi Inthason
- Princesse (Chao Fa Nying) Dhanakama [Taen-Kham].épouse d'abord le roi Ong Kham puis son  oncle le roi Inthason